# Universidad Federal de Minas Gerais
La Universidad Federal de Minas Gerais (portugués: Universidade Federal de Minas Gerais - UFMG) es una universidad pública que se encuentra en la ciudad de Belo Horizonte, capital del estado de Minas Gerais, Brasil, y es la universidad más grande de ese estado.

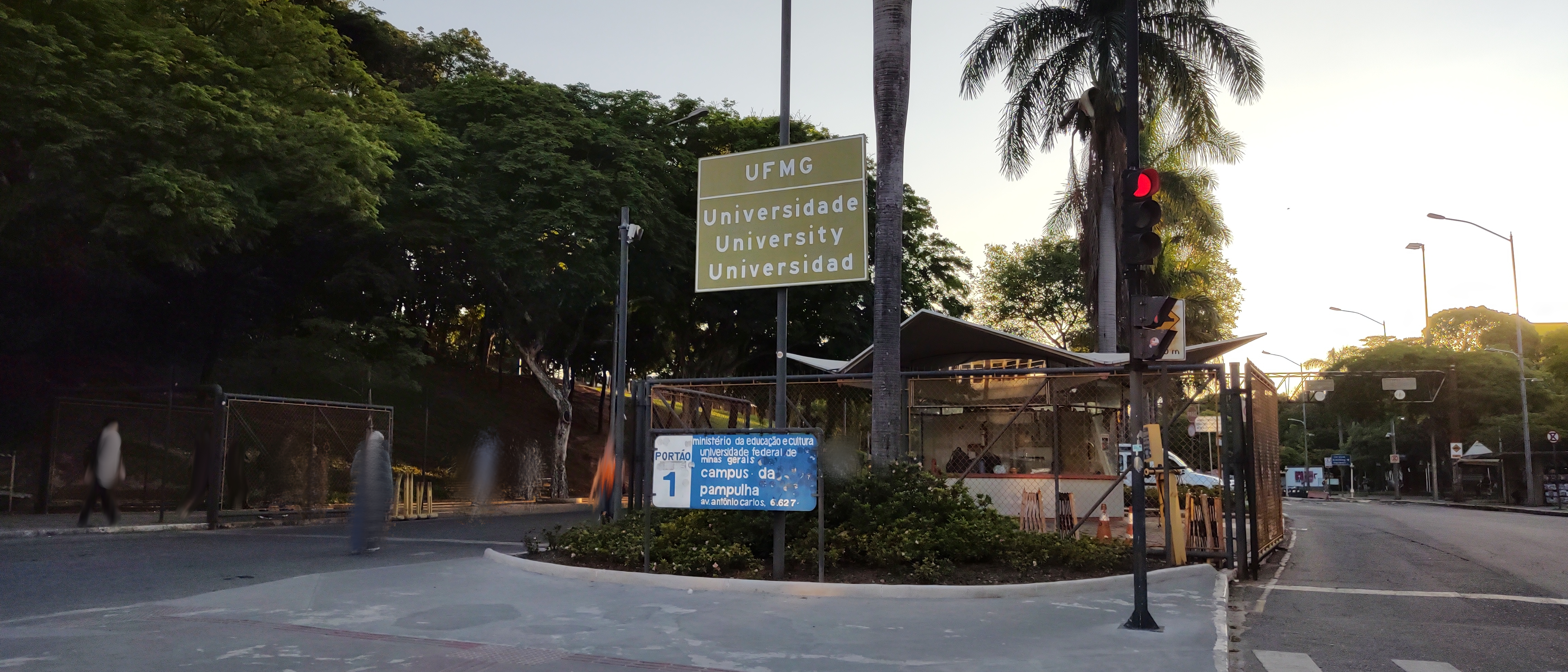
Entrada principal al campus de la UFMG Pampulha por la Avenida Presidente Antônio Carlos

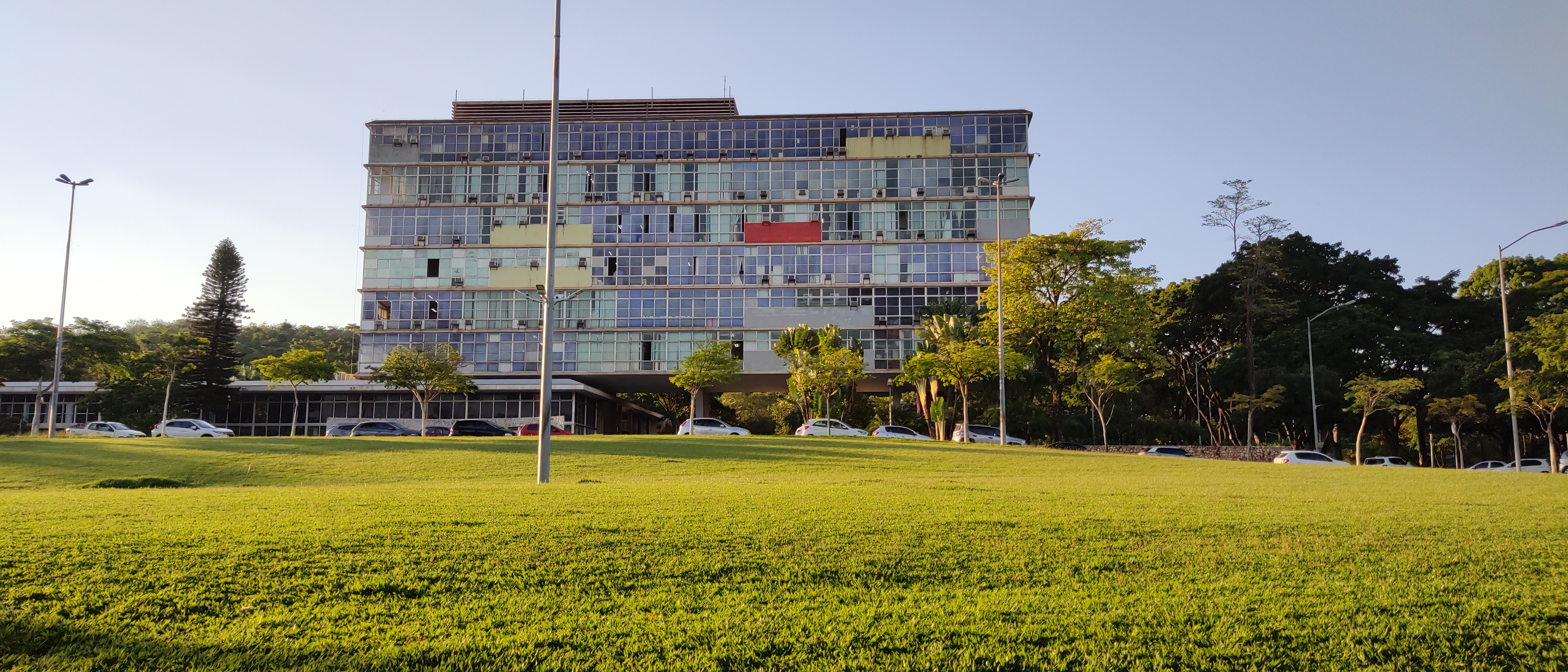
Edificio de la Rectoría de la UFMG en el campus de Pampulha

En 2006, la universidad contó con 1.343 alumnos de educación básica (enseñanza primaria y media), 22.202 estudiantes a nivel licenciatura, 4.924 de especialización, 3.470 de maestría y 2.096 de doctorado. Más de 114.247 personas se han graduado desde que se fundó en 1927. La universidad ocupa 8.794.767 m², la tercera más grande de Brasil.
Hay más de 322 colegios y universidades en todo el estado de Minas Gerais.UFMG es la décima en el ranking de las mejores universidades de América Latina, según QS World University Rankings (2014). Según el Índice General de Cursos (IGC) 2021 publicado por el Instituto Nacional de Estudios e Investigaciones Educativas Anísio Teixeira (Inep), la UFMG se ubicó como la universidad federal mejor evaluada de Brasil, con un valor continuo de 4.368 puntos, siendo la más alta entre todas las instituciones federales del país.

## Historia
La Universidad de Minas Gerais es la universidad más antigua del estado de Minas Gerais. Su historia se liga a las primeras facultades de ese estado. La primera institución de enseñanza superior de Minas Gerais fue la "Escola de Farmácia" la cual data de 1839 y que estaba ubicada en Ouro Preto, la antigua capital del estado, cuando el país aún se encontraba bajo el sistema imperial y Minas Gerais era una provincia. En 1876 se crea la Escuela de Minas y en 1892, durante el período republicano, se crea una Facultad de Derecho. En 1898, la capital se muda a Belo Horizonte, y la Facultad de Derecho se transfiere a esta ciudad.
En 1907, se crea la Escuela Libre de Odontología y cuatro años más tarde la Facultad de Medicina y la Escuela de Ingeniería. En 1911, se enseña el curso de farmacéutica en esa ciudad, que pertenecía a la Escuela Libre de Odontología. 

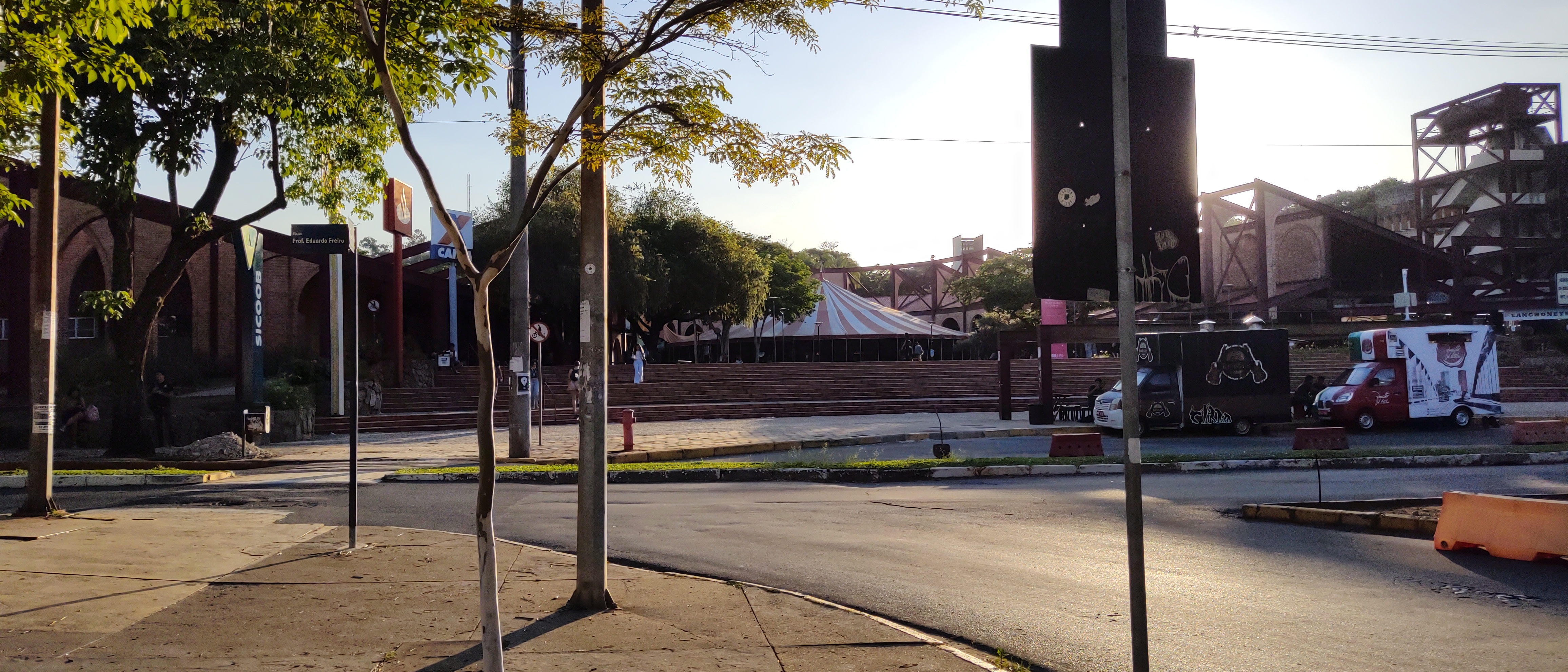
Plaza de Servicios en el campus de la UFMG Pampulha

La creación de una universidad en el estado ya había sido parte del proyecto de los Inconfidentes. La idea se concretó en 1927 con la fundación de la Universidad Federal de Minas Gerais (UFMG), la cual era una institución privada, subsidiada por el estado. La universidad surgió a partir de la unión de esas cuatro escuelas de educación superior que ya existía en Belo Horizonte. La UFMG permaneció bajo la esfera estatal hasta 1949, cuando fue federalizada.

## Unidades académicas de UFMG[6]
- Escola de Arquitetura (Escuela de Arquitectura)

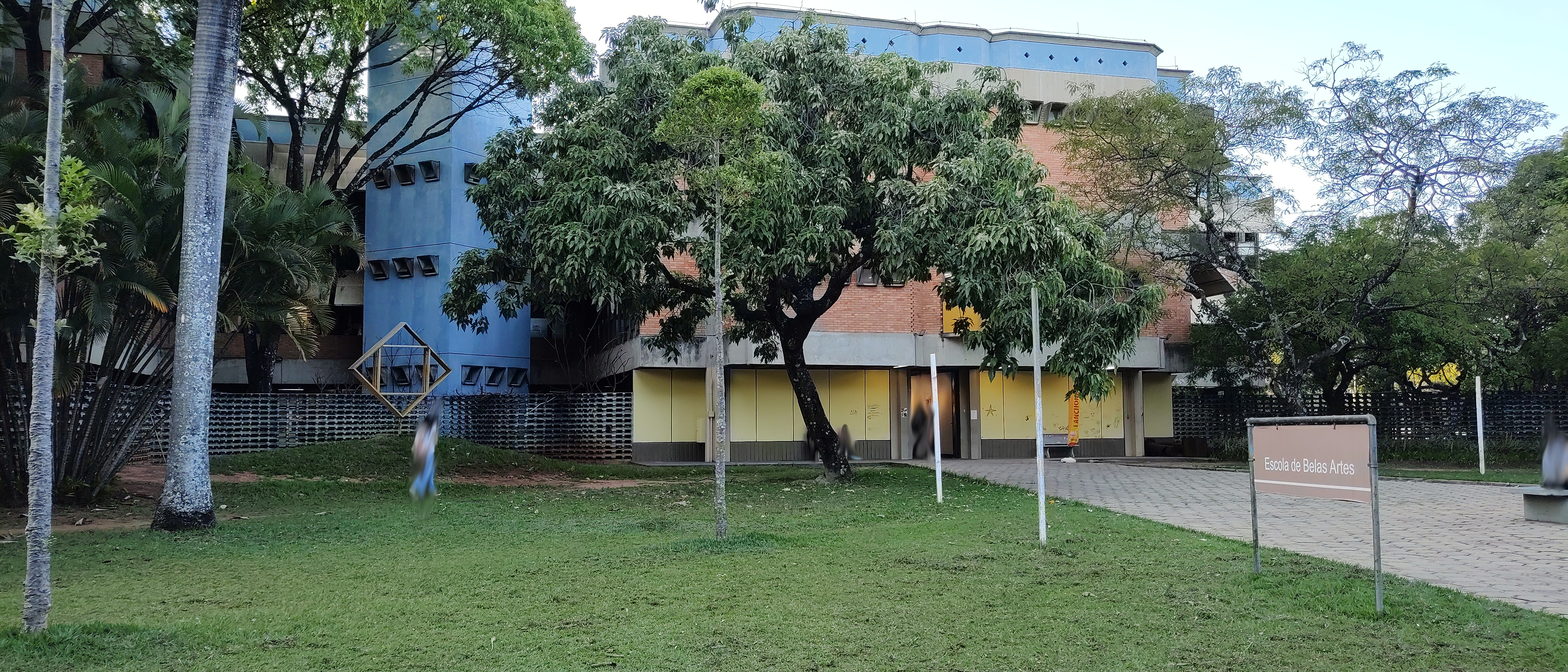
Entrada al edificio de la Escuela de Bellas Artes (EBA) en el campus de Pampulha de la UFMG

- Entrada al edificio de la Escuela de Bellas Artes (EBA) en el campus de Pampulha de la UFMG Escola de Belas-Artes (Escuela de Bellas Artes)
- Escola de Ciência da Informação (Escuela de Ciencias de la Información)
- Escola de Educação Física, Fisioterapia e Terapia Ocupacional (UFMG) (Escuela de Educación física, Fiosioterapia y Terapia Ocupacional)
- Escola de Enfermagem (Escuela de Enfermería)
- Escola de Engenharia (Escuela de Ingeniería)
- Escola de Música (Escuela de Música)
- Escola de Veterinária (Escuela de Veterinaria)

- Faculdade de Ciências Econômicas (Facultad de Ciencias Económicas)
- Faculdade de Direito (Facultad de Derecho)
- Faculdade de Educação (Facultad de Educación)
- Faculdade de Farmácia (Facultad de Farmacia)

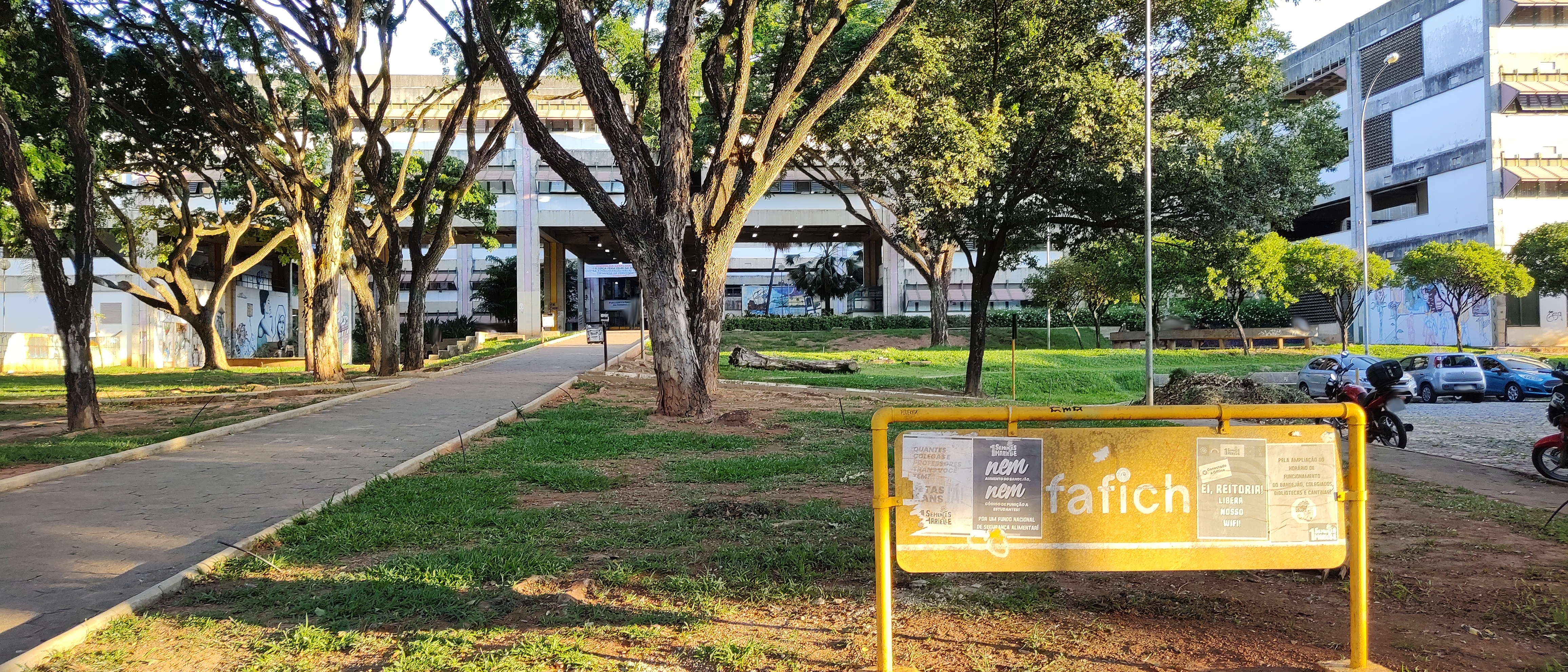
Entrada principal al edificio de la Facultad de Filosofía y Ciencias Humanas (FAFICH) en el campus Pampulha de la UFMG

- Entrada principal al edificio de la Facultad de Filosofía y Ciencias Humanas (FAFICH) en el campus Pampulha de la UFMGFaculdade de Filosofia e Ciências Humanas (Facultad de Filosofía y Ciencias Humanas)

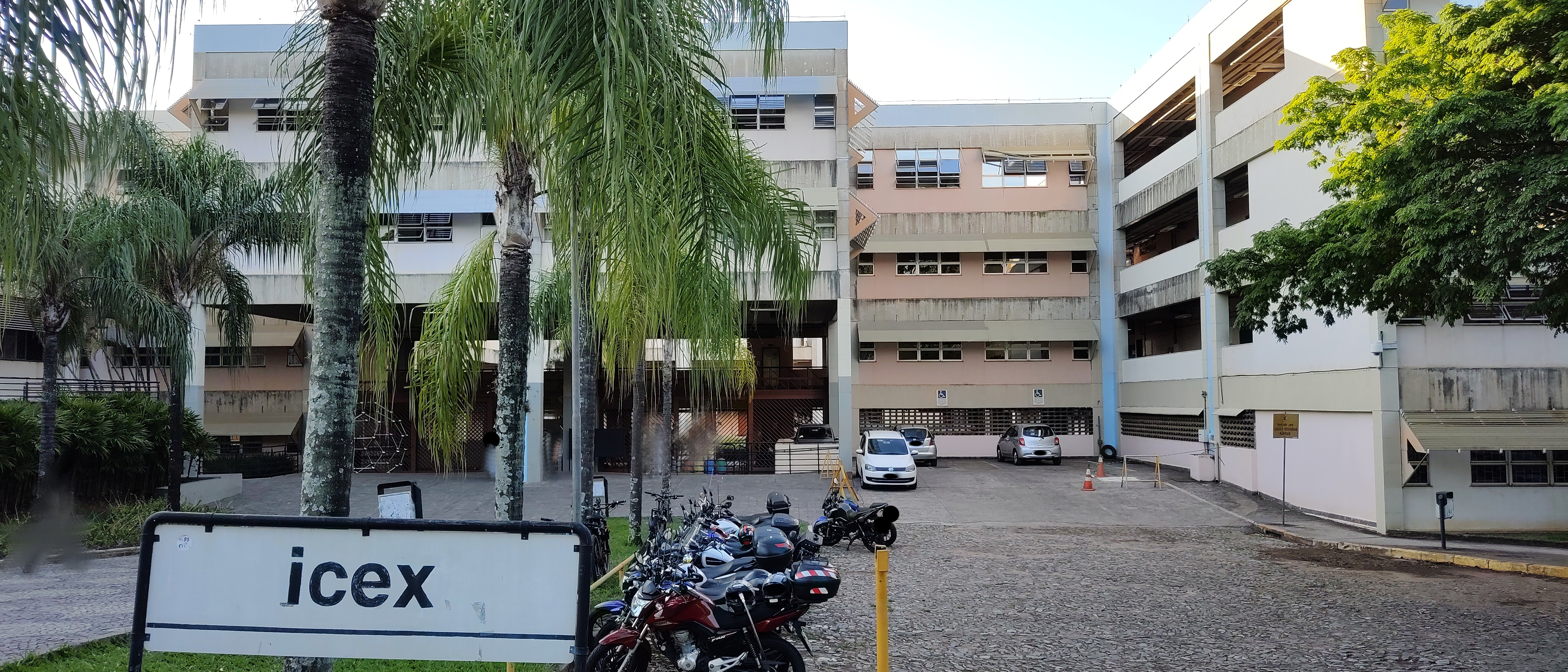
Entrada principal al edificio de la Facultad de Ciencias Exactas en el campus de Pampulha de la UFMG

- Faculdade de Letras
- Faculdade de Medicina
- Faculdade de Odontologia (Facultad de Odontología)
- Instituto de Ciências Biológicas (Instituto de Ciencias Biológicas)
- Instituto de Ciências Exatas (Instituto de Ciencias Exactas)

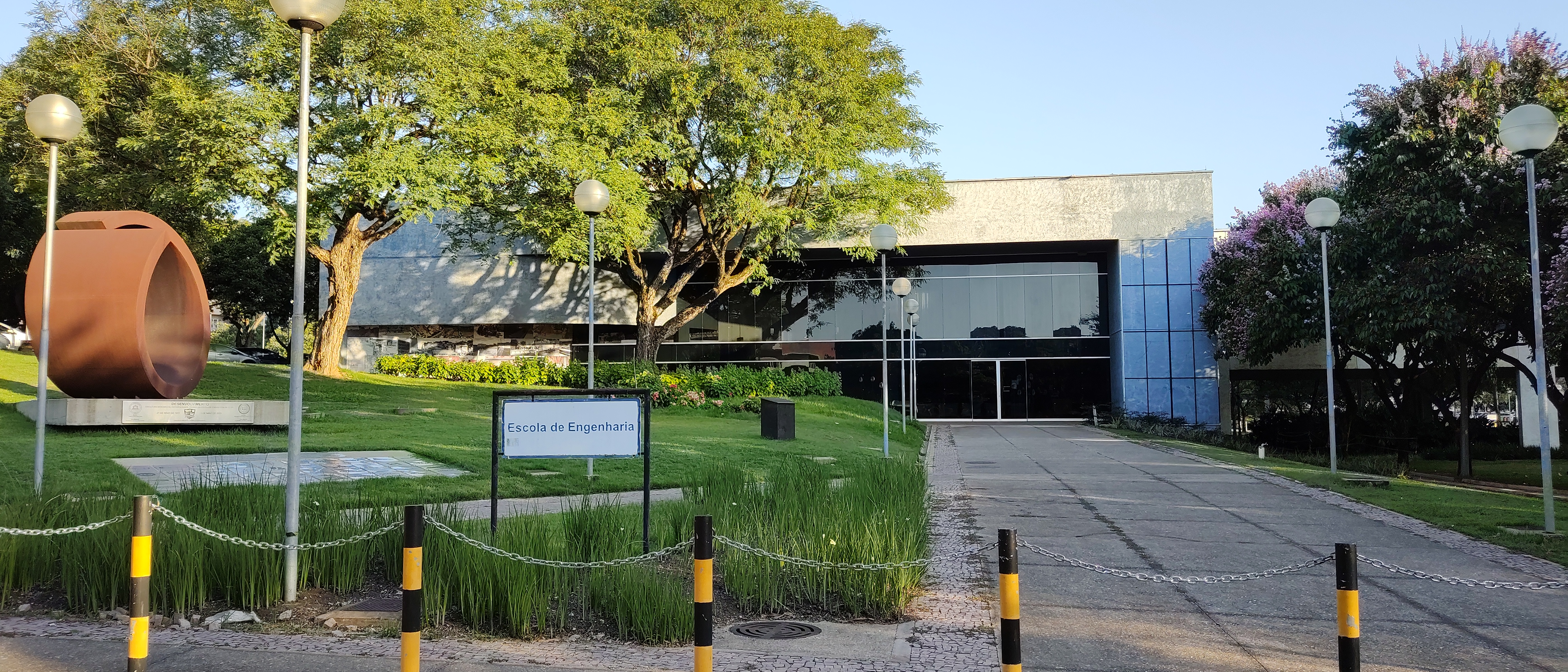
Entrada principal al edificio de la Escuela de Ingeniería en el campus de Pampulha de la UFMG

- Entrada principal al edificio de la Escuela de Ingeniería en el campus de Pampulha de la UFMGInstituto de Geociências (Instituto de Geociencia)
- Instituto de Ciências Agrárias (Instituto de Ciencias Agrarias)

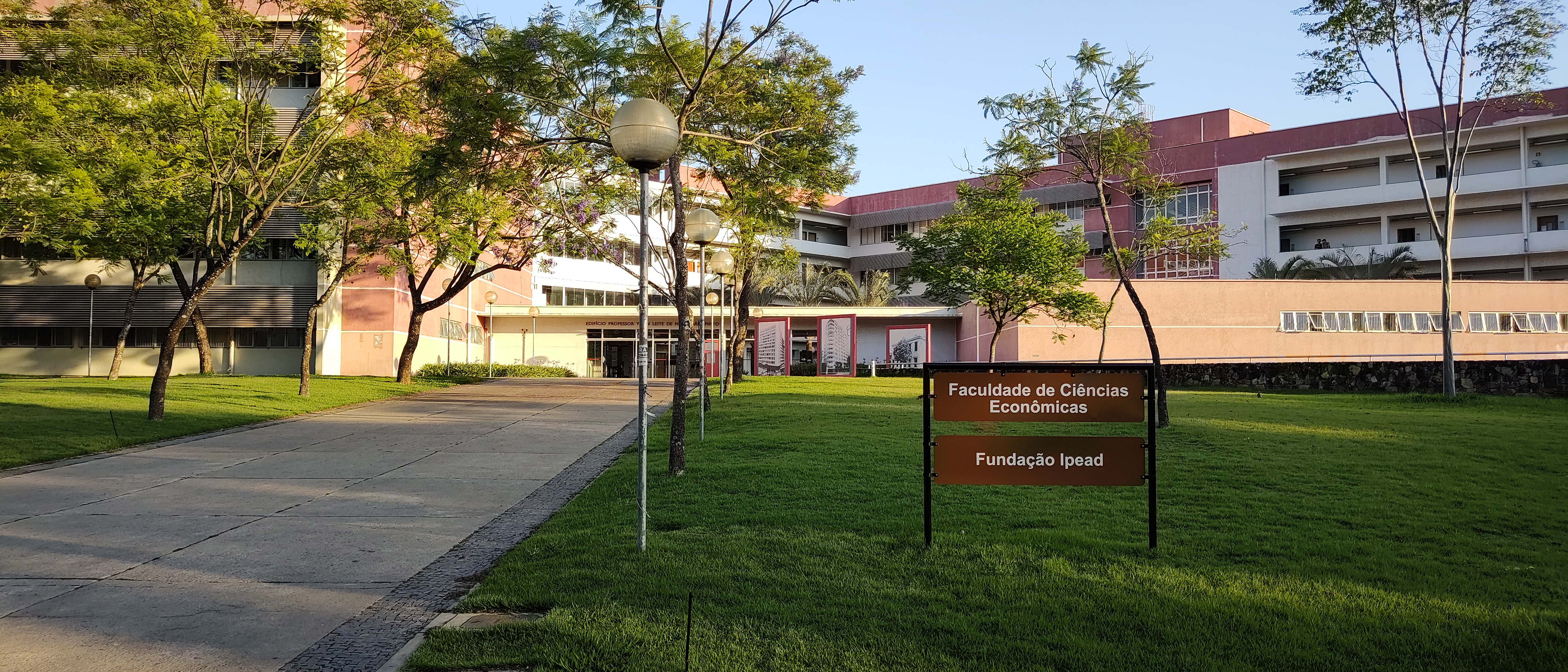
Entrada principal al edificio de la Facultad de Ciencias Económicas (FACE) en el campus Pampulha de la UFMG

## Referencias

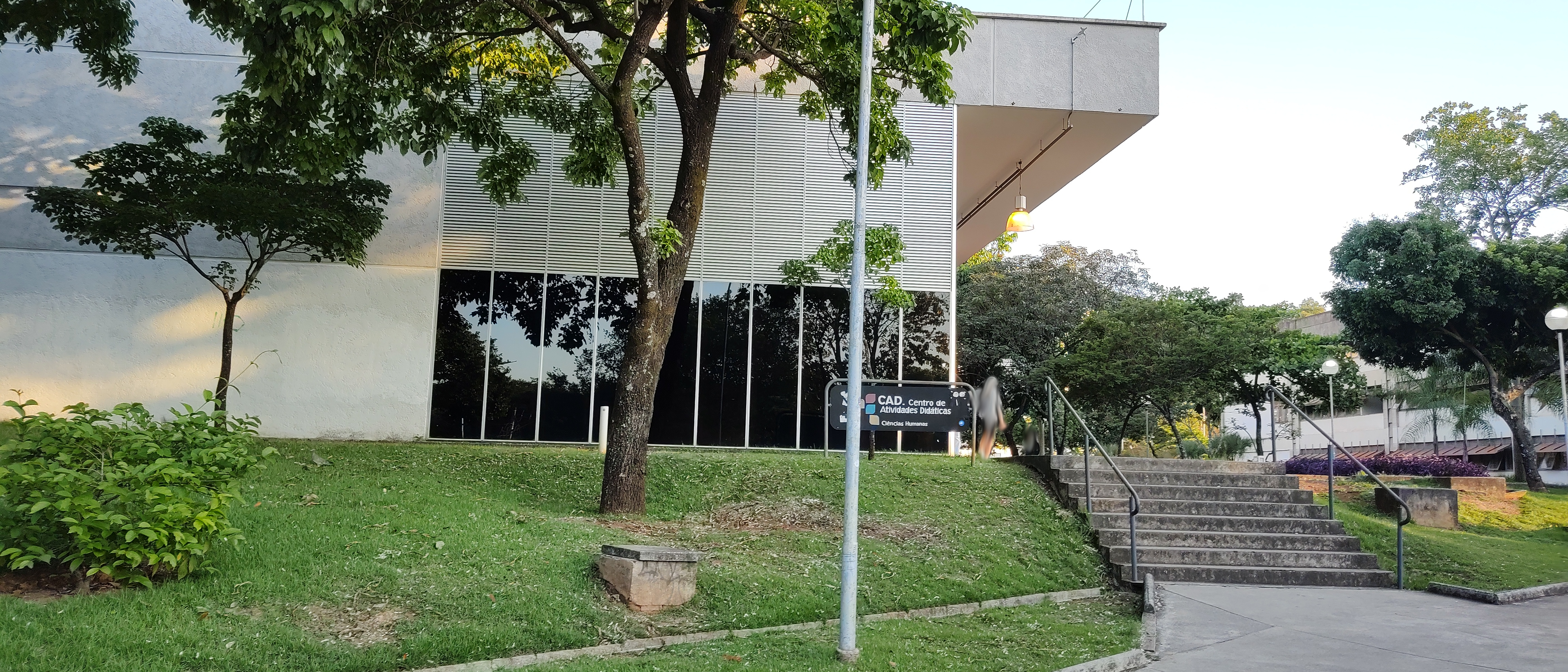
Entrada al Centro de Actividades Didácticas 2 (CAD 2) en el campus de la UFMG Pampulha